# Гуаріонекс

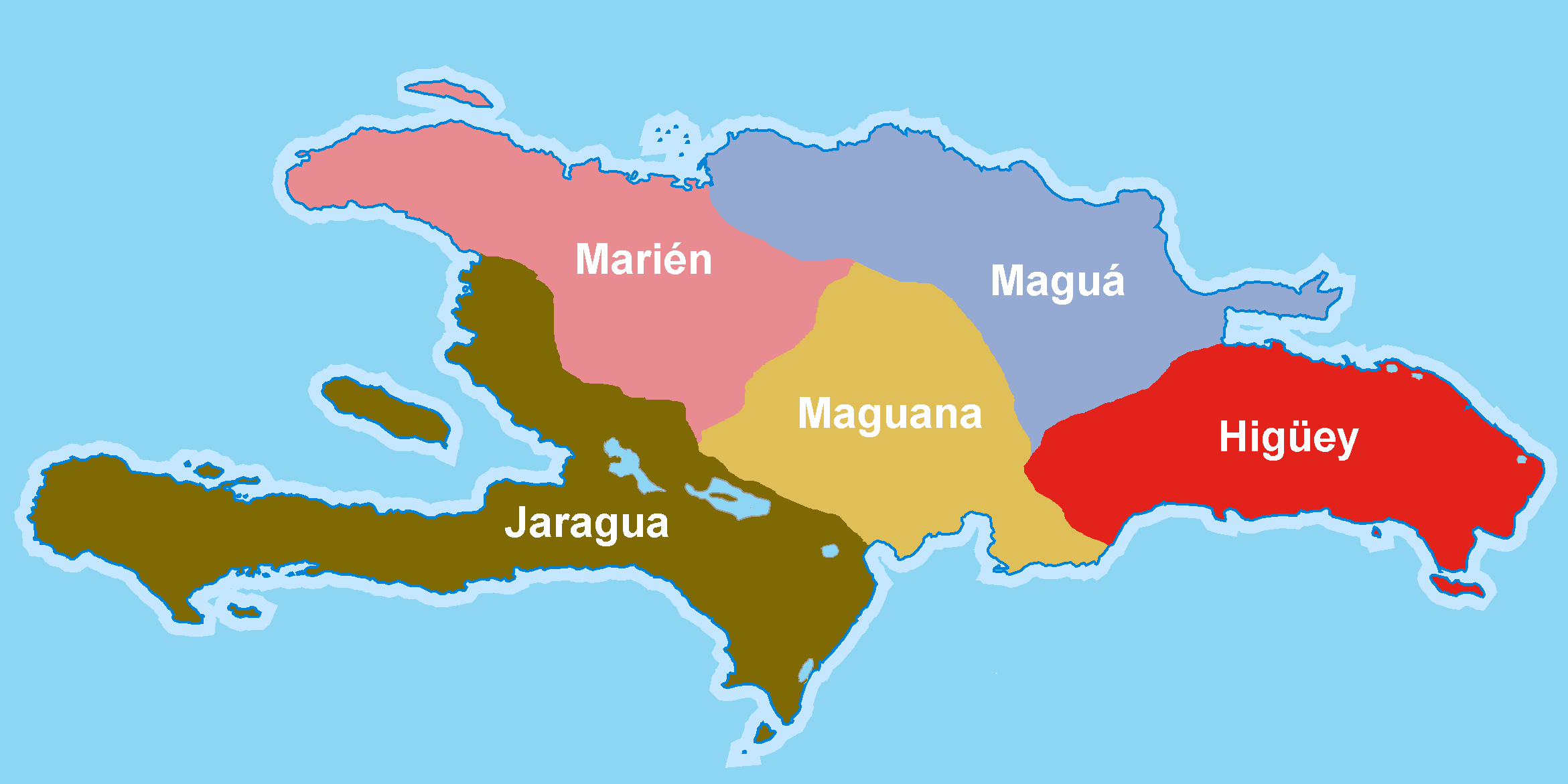
Вождества Гаїті

Гуаріонекс (д/н — 1502) — касік вождества Магуа на о. Гаїті. З  мови таїно ім'я перекладається «Хоробрий шляхетний володар».

## Життєпис
Тривали йчас зберігав нейтралітет відносно іспанців. Дозволив звести форт Ла Консепсьйон в своїх володіннях, навіть хрестився під ім'ям Дієго. Втім 1494 року Христофор Колумб наказав обкласти все індіанське населення податком: всі старше 14 років, що мешкали поблизу золотих копалень, були зобов'язані кожні 3 місяці здавати наповнений золотом бубонець. Це викликало загальне невдоволення. Тому Гуаріонекс приєднався до повстання Каонабо, касіка Магуано. 1496 року після поразки повсталих знову підкорився іспанцям.
1497 року запропонував аделантадо Бартоломео Колумбу замінити податок золотом натуральним податком харчами, втім отримав відмову. При цьому знову в Магуа почало зростати невдоволення іспанцями. Касік уклавсоюз з Франціско Ролданом, очільником повсталих солдатів проти Колумба. Натомість останній раптово вночі атакував поселення Гуаріонекса, де захопив того у полон. Це пришвидшило повстання. Водночас поновився виступ таїно в Магуано. Під тиском обставин аделантадо звільнив Гуаріонекса. який зобов'язався сплачувати данину.
1499 року знову повстав, почавши партизанські дії. Але зрештою вимушен був відступити до земель молодшого касіка Майобанекса, володаря племені сігурайо. Разом вони продовжили спротив до 1502 року, коли зрештою зазнали поразки. Майобанекса тримали у форті Ла Консепсьйон до смерті, а Гуаріонекса відправили до Іспанії, алетой той потонув під час бурі.